# آکادمی اف‌وان
آکادمی اف‌وان (انگلیسی: F1 Academy) یا آکادمی فرمول یک، مجموعه مسابقات قهرمانی اتومبیل‌رانی تک نفره و چرخ‌باز مخصوص بانوان است که توسط فرمول یک تأسیس شده است. این مسابقات از نوع تک‌طرح هستند بنابراین تمام شرکت‌کنندگان از شاسیهای یکسان «Tatuus F4-T-421» و ترکیب تایرهای توسعه یافته توسط پیرلی استفاده می‌کنند. هر خودرو از یک موتور ۴ سیلندر توربوشارژ ۱۶۵ اسب بخاری ساخته شده توسط اتوتکنیکا بهره می‌برد.
قهرمان اولین فصل این مجموعه در سال ۲۰۲۳، مارتا گارسیا بود که برای پرما ریسینگ رانندگی می‌کرد.

## پیشینه
ریشه این قهرمانی به سال ۲۰۰۴ برمی گردد، زمانی که فرمول زن (انگلیسی: Formula Woman) به دلیل کمبود راننده زن در سری‌های دیگر، تأسیس شد ولی تنها تا سال ۲۰۰۶ ادامه داشت. در سال ۲۰۱۹، سری دبلیو نیز به همین دلیل ایجاد شد و برای بیش از سه فصل برگزار شد. فصل برنامه‌ریزی شده برای ۲۰۲۰ به دلیل همه‌گیری کووید-۱۹ لغو شد. با این حال، پس از فصل ۲۰۲۲، این مجموعه نیز به دلیل مسائل و مشکلات مالی منحل شد.
در ۱۸ نوامبر ۲۰۲۲، فرمول یک ایجاد آکادمی اف‌وان را اعلام کرد. مجموعه مسابقات اتومبیلرانی برای زنان، با تمرکز بر توسعه و آماده‌سازی رانندگان جوان برای پیشرفت به سطوح بالاتر. هدف این مجموعه، کمک به هموار کردن انتقال از کارتینگ به دنیای اتومبیل‌رانی تک‌نفره حرفه‌ای بود.

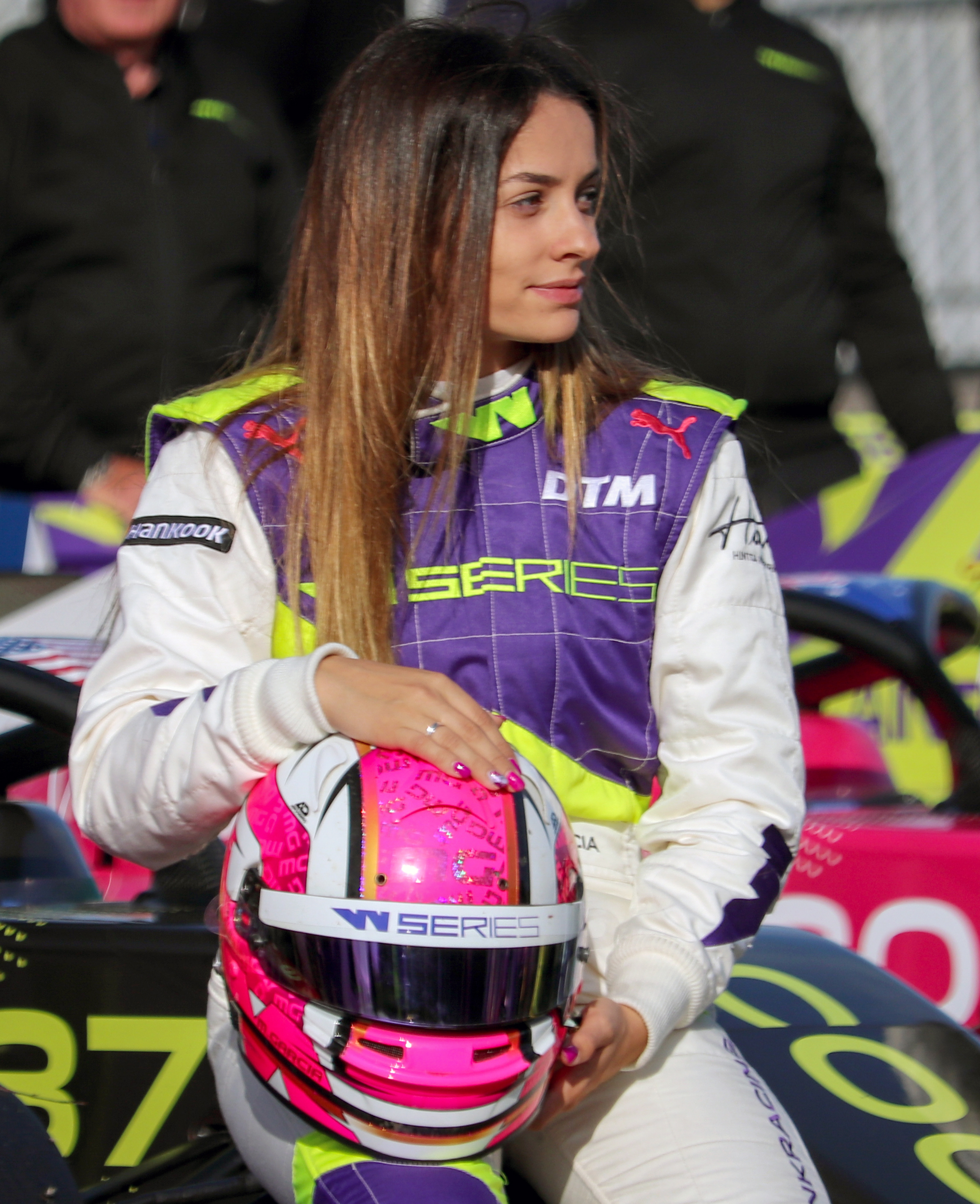
مارتا گارسیا، ۲۰۱۹

پرما ریسینگ، آرت گراندپری، کمپاس ریسینگ، رودین موتوراسپورت و ام‌پی موتوراسپورت، پنج تیمی هستند که در آکادمی اف‌وان رقابت می‌کنند و تا سال ۲۰۲۵ قرار دارند.
در ۱ مارس ۲۰۲۳، سوزی ولف، همسر توتو ولف، به عنوان مدیر عامل این مجموعه منصوب شد.
از فصل افتتاحیه این مجموعه، تنها مسابقهٔ نهایی پخش زنده داشت که باعث شد فیا با نقدهایی روبرو شود.
برای فصل ۲۰۲۳، هر راننده صد و پنجاه هزار یورو برای شرکت در رقابت‌ها پرداخت کرد که این مبلغ در سال ۲۰۲۴ به صد هزار یورو کاهش یافت تا راه برای پیشرفت شرکت‌کنندگان هموارتر شود. آکادمی اف‌وان، پرما ریسینگ و پیرلی هزینه‌های مالی مارتا گارسیا، قهرمان فصل ۲۰۲۳ را برای شرکت در مسابقات منطقه‌ای اروپا تأمین خواهند کرد. همچنین رانندگان جایگاه‌های دوم و سوم نیز شامل بورسیه‌هایی خواهند شد.
همچنین در سال ۲۰۲۴، تمام ده تیم شرکت‌کننده در فرمول یک، هرکدام از یک راننده حمایت کردند و پنج رانندهٔ باقیمانده توسط شرکای این مجموعه مسابقات حمایت شدند.

## قالب مسابقات
فصل ۲۰۲۳ شامل هفت رویداد آخر هفته با سه مسابقه، در مجموع ۲۱ مسابقه، به علاوه پانزده روز آزمایش رسمی بود. فینال مسابقات با پشتیبانی فرمول یک، در طول جایزه بزرگ ایالات متحده برگزار شد.
در ۳۱ مارس ۲۰۲۳، استفانو دومنیکالی، مدیرعامل فرمول یک، اعلام کرد که فصل ۲۰۲۴ آکادمی منحصراً در تعطیلات آخر هفته فرمول یک برگزار خواهد شد و به عنوان بخشی از لایحه حمایت، به فرمول ۲، فرمول ۳ و سوپرکاپ پورشه خواهد پیوست که قدم بزرگی برای این مجموعه به حساب می‌آید.

## خودروها

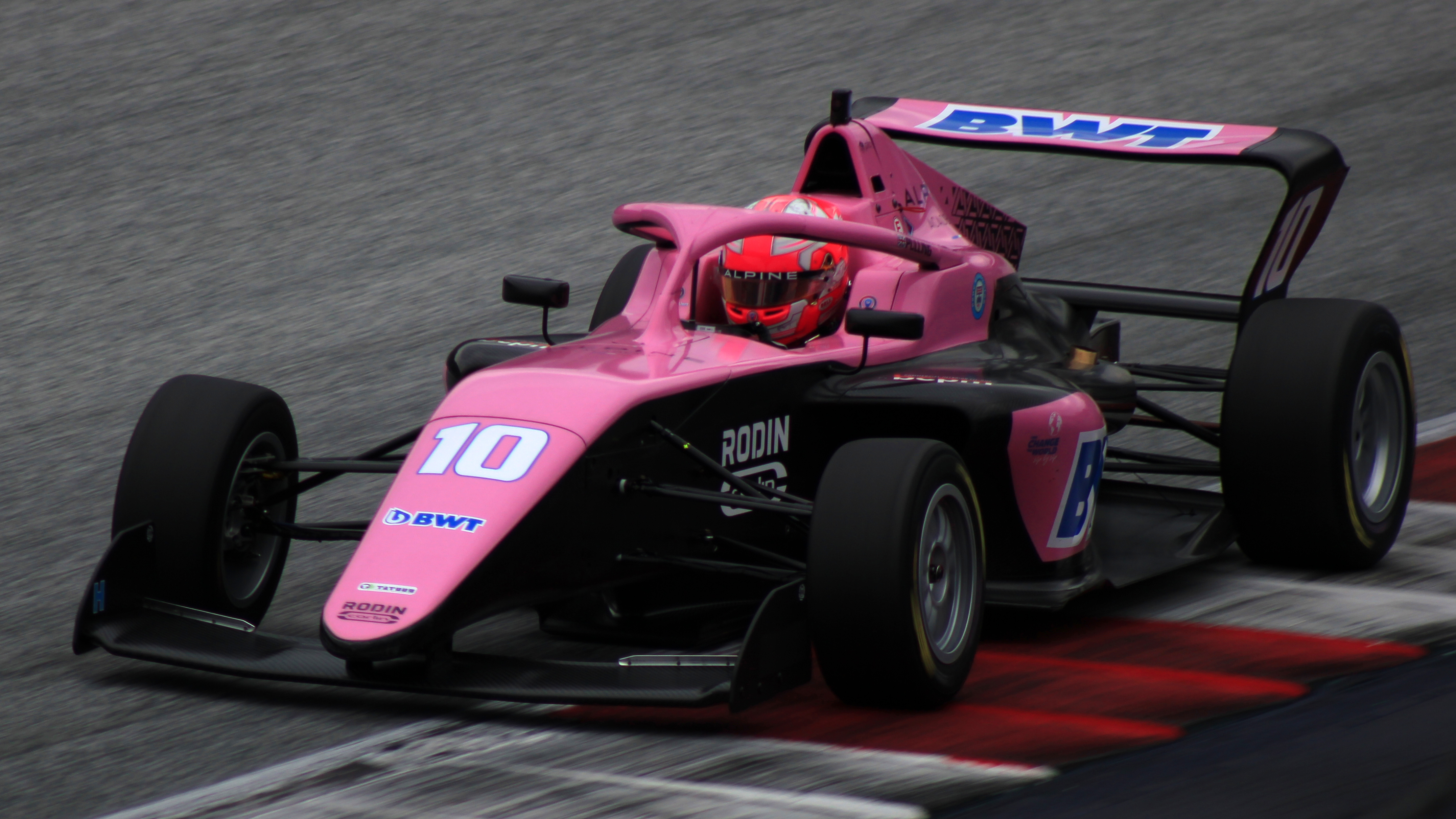
خودروی ابی جو پولینگ، اسپیلبرگ، ۲۰۲۳

خودروهای این مسابقات، شاسی «Tatuus F4-T421» هستند که از سال ۲۰۲۲ در مسابقات جهانی فرمول ۴ استفاده می‌شود. پیشرانه این خودروها توسط اتوتکنیکا تأمین می‌شود که از یک موتور ۴ سیلندر ۱٫۴ لیتری توربوشارژر تشکیل شده که قادر به ارائه ۱۷۴ اسب بخار قدرت در ۵۵۰۰ دور در دقیقه، با حداکثر سرعت ۲۴۰ کیلومتر بر ساعت و شتاب صفر تا صد ۳٫۶ ثانیه‌ای است.

## قهرمانان

### راننده‌ها
| فصل    | راننده       | تیم         | پول‌پوزیشن | برد | سکو | س. د | امتیازات |
| ------ | ------------ | ----------- | --------- | --- | --- | ---- | -------- |
| ۲۰۲۳   | مارتا گارسیا | پرما ریسینگ | ۵         | ۷   | ۱۲  | ۶    | ۲۷۸      |
| منابع: |              |             |           |     |     |      |          |

### تیم‌ها
| فصل    | تیم         | پول‌پوزیشن | برد | سکو | س. د | امتیازات |
| ------ | ----------- | --------- | --- | --- | ---- | -------- |
| ۲۰۲۳   | پرما ریسینگ | ۵         | ۹   | ۱۶  | ۷    | ۴۱۹      |
| منابع: |             |           |     |     |      |          |

## پیست‌ها
| پیست                           | سال(ها)    |
| ------------------------------ | ---------- |
| پیست رد بول، اسپیلبرگ          | ۲۰۲۳       |
| پیست ریکاردو تورمو، والنسیا    | ۲۰۲۳       |
| پیست بارسلون-کاتالونیا، منتملو | ۲۰۲۳-اکنون |
| پیست زاندفورت، زاندفورت        | ۲۰۲۳-اکنون |
| پیست ناتزیوناله مونتزا، مونتزا | ۲۰۲۳       |
| پیست پل ریکارد، ور             | ۲۰۲۳       |
| پیست امریکاس، آستین، تگزاس     | ۲۰۲۳       |
| پیست خیابانی جده، جده          | ۲۰۲۳       |
| پیست میامی، فلوریدا            | ۲۰۲۴       |
| پیست مارینا بی استریت، سنگاپور | ۲۰۲۴       |
| پیست بین‌المللی لوسیل، لوسیل    | ۲۰۲۴       |
| پیست یاس مارینا، ابوظبی        | ۲۰۲۴       |
| منابع:                         |            |